# Uytendaele
De N.V. Uytendaele (ook wel gespeld als Uyttendaele) was een katoenweverij te Gent, die zich bevond langs de Stropkaai aldaar. 

## Geschiedenis
Het bedrijf zou opgericht zijn in 1895, hoewel ook het jaartal 1903 wordt genoemd. In het eerste kwart van de 20e eeuw vonden diverse uitbreidingen plaats. Het tweede kwart van deze eeuw leidde tot vernieuwingen van de bedrijfsgebouwen. In 1935 werd het bedrijf overgenomen door de Union Cotonnière, teneinde van de afzet van garen verzekerd te zijn.
De neergang van de Union Cotonnière einde 20e eeuw betekende ook het einde van Uytendaele. De fabrieksgebouwen werden gesloopt en wat bleef was de voormalige directeurswoning en enkele muurtjes, gelegen aan Stropkaai 39, 40 en 40A.